# Esperanto (banda)
Esperanto fue una banda anglo-belga de rock progresivo que tuvo una corta carrera al inicio de los años 70, Considerada actualmente como un grupo de culto.

## Miembros
Miembros que participan en los tres álbumes de Esperanto.
- Raymond Vincent (Belga), primer violín, arreglista principal y fundador del grupo. Participó anteriormente en la banda de rock europeo conocida como The Wallace Collection.
- Bruno Libert (Belga), sintetizadores, arpa Odissey, vibrafone, coros, arreglista.
- Tony Malisan (Italiano), percusiones.
- Gino Malisan (Italiano), bajo.
- Godfrey Salmon (Inglés), violín segundo, voz tenor.
- Timothy Kraemer (Inglés), chelo, piano.

Miembros adicionales que participan en Esperanto - Rock Orchestra de 1973 y Esperanto - Dance Macabre de 1974.
- Glenn Shorrock (Australiano), voz principal y letrista del Rock Orchestra. Letrista, coros e ideas del Dance Macabre. Estaba viviendo en esos momentos en Londres y acababa de dejar su grupo, The Twilights. Posteriormente formó Little River Band como su voz principal y permaneció desde su fundación en 1975 hasta febrero de 1982. Después realizó su primer trabajo solista en 1983 con el álbum Villian of the Peace, con el que obtuvo poco éxito. En 1988 se reúne con sus excompañeros de Little River Band para volverlos a dejar en 1996, por la excesiva carga de presentaciones que programaba el grupo anualmente. Desde entonces trabaja en su proyecto All you need is Beatles con Sir George Martin donde agrupa a los mejores músicos australianos para presentarse en una serie de shows.
- Tony Harris (Inglés), viola. Sax adicional del Rock Orchestra.
- Brian Holloway (Inglés/Australiano), guitarra y piano en Rock Orchestra y guitarra en The Decision, The Duel y The Cloister del Dance Macabre.
- Brigette Lokelani du Doit (Hawaiana), voz principal del Rock Orchestra y voz en The Duel del Dance Macabre.

Miembros adicionales que participan en Esperanto - Rock Orchestra de 1973.
- Joy Yates (Neozelandesa), voces, flauta.
- Janice Slater (Australiana), voces.

Miembros adicionales que participan en Esperanto - Dance Macabre de 1974.
- Keith Christmas (Inglés), voz principal.

Miembros adicionales que participan en Esperanto - Last Tango de 1975.
- Roger Meakin: voz principal.
- Kim Moore: voz principal.

## Discografía

### Álbumes de estudio
- Esperanto rock orchestra 1973

1. On Down The Road
2. Never Again
3. Perhaps One Day
4. Statue Of Liberty
5. Gypsy
6. City
7. Roses
8. Move Away
9. Getting Along (aparece como tema adicional en la versión CD)
10. Waiting Till The Day I Die (aparece como tema adicional en la versión CD)
11. Emma (aparece como tema adicional en la versión CD)

- Dance Macabre 1974

1. The Journey
2. The Castle
3. The Duel
4. The Cloister
5. The Decision
6. The Prisoner
7. Danse Macabre (original de Camille Saint-Saëns con arreglos de Raymond Vincent y Tony Malisan)
8. The Duel (aparece como tema adicional en la versión CD)
9. The Decision (aparece como tema adicional en la versión CD)
10. The Cloister (aparece como tema adicional en la versión CD)

- Last tango 1975

1. Eleanor Rigby
2. Still Life
3. Painted Lady
4. Obsession
5. The Rape
6. Last Tango
7. In Search Of A Dream (aparece como tema adicional en la versión CD)
8. Busy Doing Nothing (aparece como tema adicional en la versión CD)